# Chersotis
Chersotis är ett släkte av fjärilar som beskrevs av Jean Baptiste Boisduval 1840. Chersotis ingår i familjen nattflyn, Noctuidae.

## Dottertaxa tillChersotis, i alfabetisk ordning[1][2]
- Chersotis acutangula Staudinger, 1892
- Chersotis alpestris Boisduval
  - Chersotis alpestris ponticola Draudt, 1936
- Chersotis anatolica Draudt, 1936
- Chersotis andereggii Boisduval, skarptecknat jordfly
  - Chersotis andereggii arcana Mikkola, 1987
  - Chersotis andereggii subtilis Hacker & Peks, 1990
- Chersotis antigrapha Boursin, 1961
- Chersotis binaloudi Brandt, 1941
- Chersotis calorica Corti, 1930
- Chersotis capnistis Lederer, 1871
  - Chersotis capnistis glabripennis Corti, 1926
  - Chersotis capnistis neara Püngeler, 1906
- Chersotis coelebs Smith, 1900
- Chersotis cuprea [Denis & Schiffermüller], 1775, kopparbrunt jordfly
  - Chersotis cuprea japonica Warnecke, 1940
  - Chersotis cuprea schaferi Boursin, 1954
  - Chersotis cuprea schnacki Fibiger & Moberg, 1993
- Chersotis curvispina Boursin, 1961
- Chersotis cyrnea Spuler, 1908
- Chersotis delear Boursin, 1970
- Chersotis deplanata Eversmann, 1843
- Chersotis electrographa Varga, 1990
- Chersotis elegans Eversmann, 1837
- Chersotis fimbriola Esper
  - Chersotis fimbriola baloghi Hacker & Varga, 1990
  - Chersotis fimbriola bohatschi Rebel, 1904
  - Chersotis fimbriola forsteri Thurner, 1964
  - Chersotis fimbriola hackeri Fibiger, 1993
  - Chersotis fimbriola iberica Zerny, 1927
  - Chersotis fimbriola iminenia Zerny, 1934
  - Chersotis fimbriola maravignae Duponchel, 1826
  - Chersotis fimbriola raddei Christoph, 1877
  - Chersotis fimbriola rifensis Rungs, 1967
  - Chersotis fimbriola vallensis de Bros, 1962
  - Chersotis fimbriola zernyi Corti, 1931
- Chersotis firdusii Schwingenschuss, 1936
- Chersotis friedeli Pinker, 1974
- Chersotis glebosa Staudinger, 1899
- Chersotis gratissima Corti, 1932
- Chersotis griseivena Hampson, 1894
- Chersotis hahni Christoph, 1885
- Chersotis heydemanni Boursin, 1965
- Chersotis illauta Draudt, 1936
- Chersotis juncta Grote, 1878
- Chersotis juvenis Staudinger, 1901
- Chersotis kacem Le Cerf, 1933
- Chersotis laeta Rebel, 1904
  - Chersotis laeta achaiana Thurner, 1967
  - Chersotis laeta cretica Hacker & Varga, 1990
  - Chersotis laeta euxina Hacker & Varga, 1990
  - Chersotis laeta leonhardi Rebel, 1904
  - Chersotis laeta macini Rákosy, Stangelmaier & Weiser, 1996
- Chersotis larixia Guenée, 1852
  - Chersotis larixia asiatica Schwingenschuss, 1938
  - Chersotis larixia erebina Boursin, 1940
- Chersotis margaritacea Villers, 1789
  - Chersotis margaritacea atlanticola Schwingenschuss, 1955
  - Chersotis margaritacea orophila Rungs, 1967
- Chersotis metagrapha Varga, 1975
- Chersotis multangula Hübner
  - Chersotis multangula andreae Dufay, 1973
  - Chersotis multangula subdissoluta Wagner, 1931
- Chersotis nitens Brandt, 1941
- Chersotis obnubilia (Corti, 1926)
- Chersotis ocellina [Denis & Schiffermüller], 1775
- Chersotis oreina Dufay, 1984
- Chersotis pachnosa Varga, 1975
- Chersotis poliogramma Hampson, 1903
- Chersotis rattus Alphéraky, 1889
- Chersotis rectangula [Denis & Schiffermüller], 1775
  - Chersotis rectangula subrectangula Staudinger, 1871
- Chersotis rungsi Boursin, 1944
- Chersotis sarhada Brandt, 1941
- Chersotis secreta Corti & Draudt, 1933
- Chersotis semna Püngeler, 1906
- Chersotis sordescens Staudinger, 1899
- Chersotis stenographa Varga, 1979
- Chersotis sterilis Brandt, 1938
- Chersotis transiens Staudinger, 1896
- Chersotis vicina Corti, 1930
- Chersotis zukowskyi (Draudt, 1936)
  - Chersotis zukowskyi hellenica Boursin, 1961

## Bildgalleri

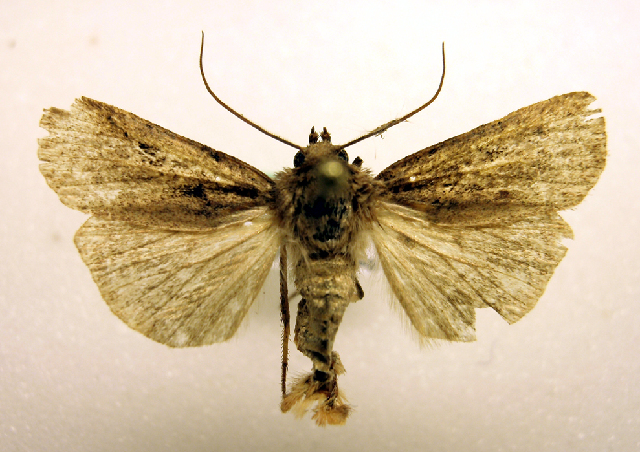
Skarptecknat jordfly, Chersotis andereggii
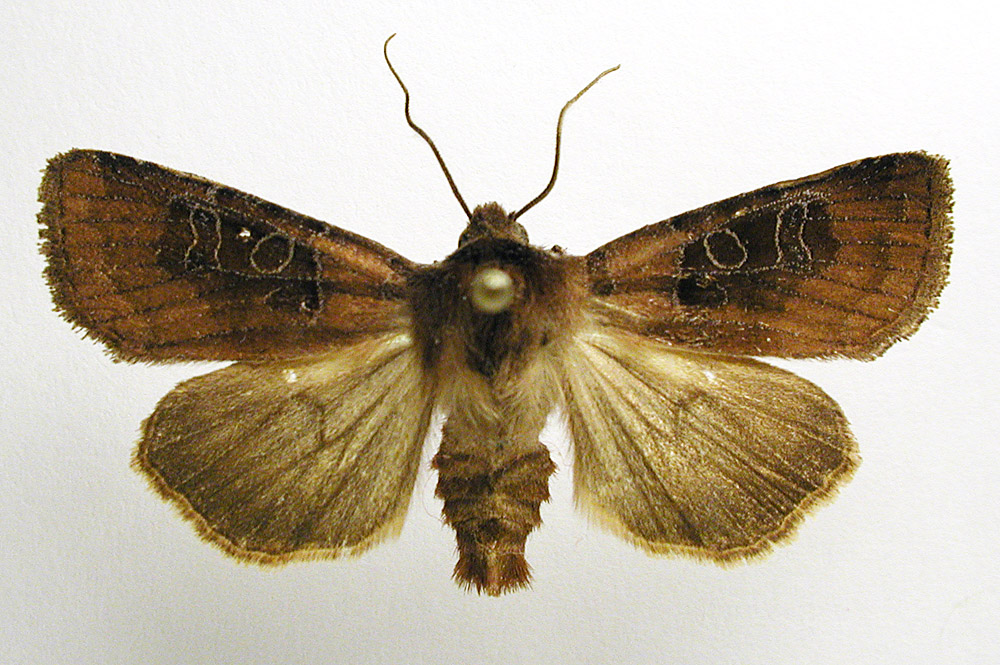
Kopparbrunt jordfly, Chersotis cuprea
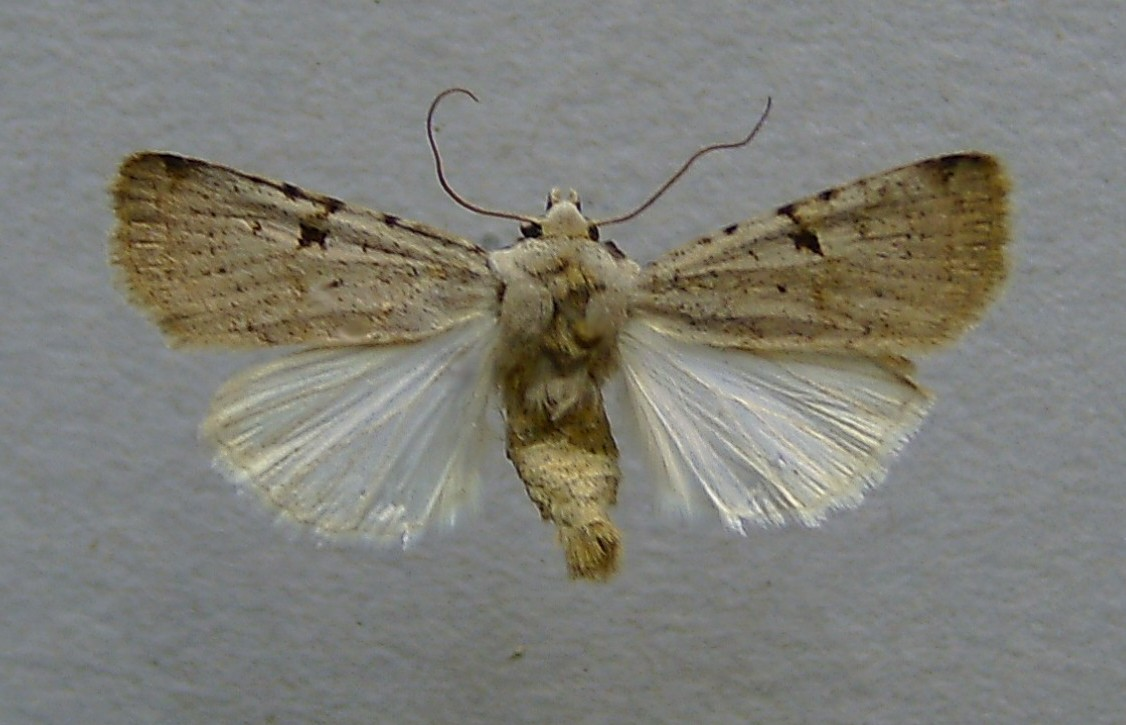
Chersotis margaritacea
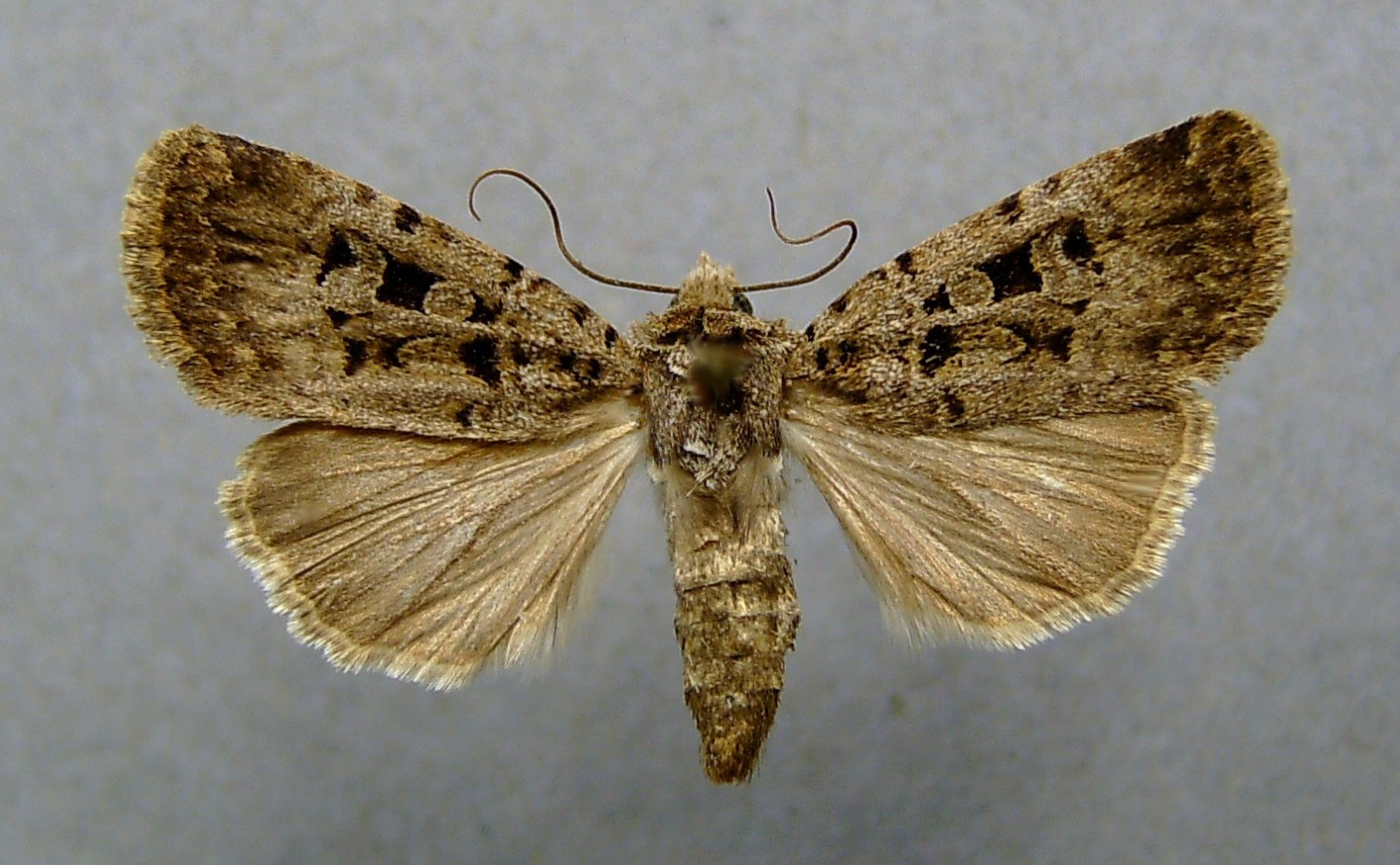
Chersotis multangula
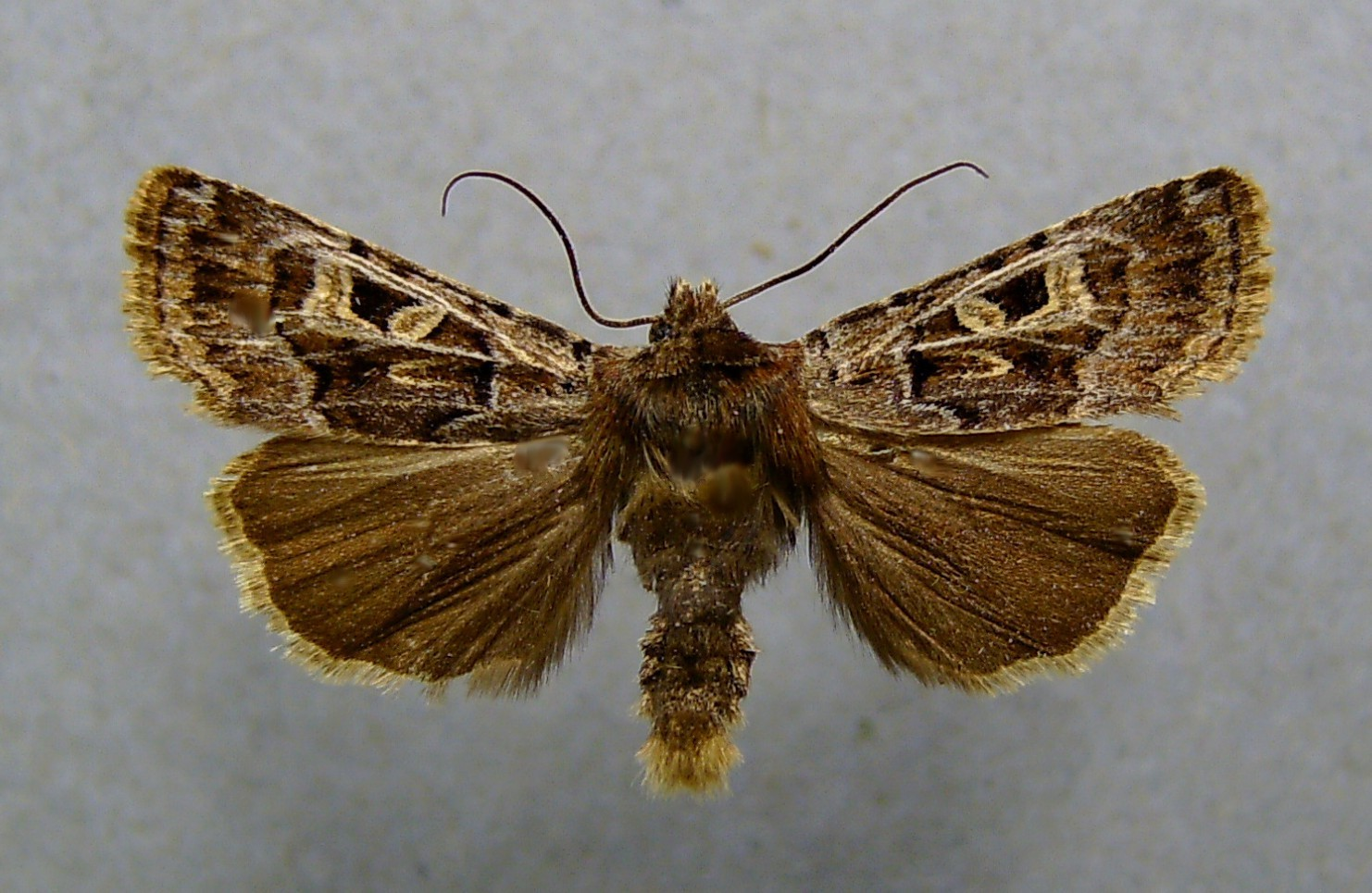
Chersotis ocellina